# Seznam dílů seriálu Into the Badlands
Toto je seznam dílů seriálu Into the Badlands. Americký dramatický televizní seriál Into the Badlands měl premiéru 15. listopadu 2015 na stanici AMC.

## Přehled řad
| Řada | Díly | Premiéra v USA     | Premiéra v USA    |
| Řada | Díly | První díl          | Poslední díl      |
| ---- | ---- | ------------------ | ----------------- |
| 1    | 6    | 15. listopadu 2015 | 20. prosince 2015 |
| 2    | 10   | 19. března 2017    | 21. května 2017   |
| 3    | 16   | 22. dubna 2018     | 6. května 2019    |

## Seznam dílů

### První řada (2015)
| Č. v seriálu | Č. v řadě | Původní název             | Režie        | Scénář                                            | Premiéra v USA     |
| ------------ | --------- | ------------------------- | ------------ | ------------------------------------------------- | ------------------ |
| 1            | 1         | The Fort                  | David Dobkin | Alfred Gough a Miles Millar                       | 15. listopadu 2015 |
| 2            | 2         | Fist Like a Bullet        | David Dobkin | Alfred Gough a Miles Millar                       | 22. listopadu 2015 |
| 3            | 3         | White Stork Spreads Wings | David Dobkin | Alfred Gough, Miles Millar a Justine Juel Gillmer | 29. listopadu 2015 |
| 4            | 4         | Two Tigers Subdue Dragons | Guy Ferland  | Alfred Gough, Miles Millar a Justine Juel Gillmer | 6. prosince 2015   |
| 5            | 5         | Snake Creeps Down         | Guy Ferland  | Alfred Gough, Miles Millar a Justin Doble         | 13. prosince 2015  |
| 6            | 6         | Hand of Five Poisons      | Guy Ferland  | Alfred Gough, Miles Millar a Michael R. Perry     | 20. prosince 2015  |

### Druhá řada (2017)
| Č. v seriálu | Č. v řadě | Původní název                | Režie        | Scénář                                    | Premiéra v USA  |
| ------------ | --------- | ---------------------------- | ------------ | ----------------------------------------- | --------------- |
| 7            | 1         | Tiger Pushes Mountain        | Nick Copus   | Alfred Gough a Miles Millar               | 19. března 2017 |
| 8            | 2         | Force of Eagle's Claw        | Nick Copus   | Matt Lambert                              | 26. března 2017 |
| 9            | 3         | Red Sun, Silver Moon         | Toa Fraser   | Michael Taylor                            | 2. dubna 2017   |
| 10           | 4         | Palm of the Iron Fox         | Toa Fraser   | Daniel C. Connolly                        | 9. dubna 2017   |
| 11           | 5         | Monkey Leaps Through Mist    | Paco Cabezas | LaToya Morgan                             | 16. dubna 2017  |
| 12           | 6         | Leopard Stalks in Snow       | Paco Cabezas | Matt Lambert                              | 23. dubna 2017  |
| 13           | 7         | Black Heart, White Mountain  | Stephen Fung | Michael Taylor                            | 30. dubna 2017  |
| 14           | 8         | Sting of the Scorpion's Tail | Stephen Fung | LaToya Morgan                             | 7. května 2017  |
| 15           | 9         | Nightingale Sings No More    | Paco Cabezas | Justin Britt-Gibson                       | 14. května 2017 |
| 16           | 10        | Wolf's Breath, Dragon Fire   | Paco Cabezas | Alfred Gough, Miles Millar a Matt Lambert | 21. května 2017 |

### Třetí řada (2018–2019)
| Č. v seriálu | Č. v řadě | Původní název                                                            | Režie          | Scénář                        | Premiéra v USA  |
| ------------ | --------- | ------------------------------------------------------------------------ | -------------- | ----------------------------- | --------------- |
| 17           | 1         | Enter the Phoenix                                                        | Paco Cabezas   | Matt Lambert                  | 22. dubna 2018  |
| 18           | 2         | Moon Rises, Raven Seeks                                                  | Paco Gonzalez  | Matt Lambert                  | 29. dubna 2018  |
| 19           | 3         | Leopard Snares Rabbit                                                    | Toa Fraser     | Michael Taylor                | 6. května 2018  |
| 20           | 4         | Blind Cannibal Assassins                                                 | Toa Fraser     | Michael Taylor                | 13. května 2018 |
| 21           | 5         | Carry Tiger to Mountain                                                  | James Marshall | LaToya Morgan                 | 20. května 2018 |
| 22           | 6         | Black Wind Howls                                                         | James Marshall | Evan Endicott a Josh Stoddard | 3. června 2018  |
| 23           | 7         | Dragonfly's Last Dance                                                   | Paco Cabezas   | LaToya Morgan                 | 10. června 2018 |
| 24           | 8         | Leopard Catches Cloud                                                    | Paco Cabezas   | Matt Lambert                  | 17. června 2018 |
| 25           | 9         | Chamber of the Scorpion                                                  | Wayne Yip      | Evan Endicott a Josh Stoddard | 24. března 2019 |
| 26           | 10        | Raven's Feather, Phoenix Blood                                           | Wayne Yip      | Michael Taylor                | 25. března 2019 |
| 27           | 11        | "The Boar and the Butterfly" Tricia Brock Matt Lambert & Stephanie Hicks | Wayne Yip      | Evan Endicott a Josh Stoddard | 1. dubna 2019   |
| 28           | 12        | Cobra Fang, Panther Claw                                                 | Tricia Brock   | Evan Endicott a Josh Stoddard | 8. dubna 2019   |
| 29           | 13        | Black Lotus, White Rose                                                  | Miles Millar   | Alfred Gough a Miles Millar   | 15. dubna 2019  |
| 30           | 14        | Curse of the Red Rain                                                    | Miles Millar   | Michael Taylor                | 22. dubna 2019  |
| 31           | 15        | Requiem for the Fallen                                                   | Paco Cabezas   | Matt Lambert                  | 29. dubna 2019  |
| 32           | 16        | Seven Strike as One                                                      | Paco Cabezas   | Matt Lambert                  | 6. května 2019  |